# Liv Lisa Fries
Liv Lisa Fries (Berlín, 31 de octubre de 1990) es una actriz alemana de cine y televisión. Es principalmente conocida por su papel de Charlotte Ritter en la serie de televisión alemana Babylon Berlin.

## Filmografía

### Cine
- Die Welle (2008)
- Stronger Than Blood (2010)
- Romeos (2011)
- Zurich (2013)
- Die Präsenz (2014)
- Boy 7 (2015)
- Heil (2015)
- Lou Andreas-Salomé, The Audacity to be Free (2016)
- Rakete Perelman (2017)
- Hinterland (2021)
- Freud's Last Session (2023)

### Televisión
- Sie hat es verdient (2010) (telefilme)
- Polizeiruf 110 (2012) (episodio de televisión)
- Tatort (2014) (episodio de televisión)
- NSU German History X (2016) (miniserie)
- Babylon Berlin (2017) (serie de televisión)
- Counterpart (2017) (serie de televisión)

## Premios
- 2012: Mejor actriz joven por Sie hat es verdient (Goldene Kamera Awards)
- 2014: Mejor actriz joven por Zurich (Bavarian Film Awards)
- 2014: Mejor actriz joven por Zurich (Max-Ophüls-Preis)
- 2014: Mejor actriz por Zurich (Deutscher Regiepreis Metropolis)
- 2015: Mejor actriz por Zurich (Preis der deutschen Filmkritik)
- 2018: Grimme-Preis por Babylon Berlin (nota: todos los involucrados en la producción de la serie ganaron el premio, incluidos los tres actores principales)